# Sint-Kruis (Brugia)
Sint-Kruis (fr. Sainte-Croix, vls. Sinte-Kruus) – dzielnica (deelgemeente) miasta Brugia w Belgii, w Regionie Flamandzkim, w prowincji Flandria Zachodnia, w okręgu Brugia. 1 stycznia 2020 roku liczyła 15 892 mieszkańców. Do 31 grudnia 1970 samodzielna gmina.

## Demografia
Liczba mieszkańców, stan na 1 stycznia:
| Rok                | 1930 | 1947 | 1961   | 2020   |
| ------------------ | ---- | ---- | ------ | ------ |
| Liczba mieszkańców | 6242 | 7935 | 11 033 | 15 892 |